# Калах-е-Азізбіґ
Калах-е-Азізбіґ (перс. قلعه عزیزبیگ‎) — село в Ірані, входить до складу дехестану Баш-Калах у Центральному бахші шахрестану Урмія провінції Західний Азербайджан.